# Уткин, Владимир Петрович
Владимир Петрович Уткин (род. 1 января 1950 года, пос. Аксарка Тюменской области) — российский политический деятель. Председатель Правительства Челябинской области. Депутат Государственной Думы Федерального Собрания Российской Федерации первого и второго созыва.

## Биография

### Ранние годы
Родился 1 января 1950 года в посёлке Аксарка Тюменской области. Более десяти лет трудился на Копейском машиностроительном заводе: прошёл путь от ученика токаря до начальника конструкторского бюро. В 1973 году окончил Челябинский политехнический институт. В 1977 году пришёл в органы власти.

### Карьера
В 1986 году назначен председателем горисполкома Копейска. В 1993 году в разгар острого политического кризиса участвовал в выборах главы администрации Челябинской области, во второй раунд не прошёл.
Избирался в первый и второй созывы Государственной думы РФ от Советского одномандатного округа №186 Челябинской области. В первом созыве входил в группу «Союз 12 декабря», затем — «Россия»; во втором созыве член депутатской группы «Народовластие». 2 апреля 1996 года вместе с депутатами ГД Вячеславом Овченковым и Владимиром Тетельмином опубликовал законопроект «О государственной политике в области использования природного газа в качестве моторного топлива». 5 февраля 1997 отказался от депутатского мандата, в связи с переходом на должность Председателя Правительства Челябинской области (по результатам довыборов мандат Уткина перешёл Валерию Гартунгу). В 2000 году вышел в отставку. В декабре 2000 года участвовал в выборах губернатора Челябинской области и занял четвертое место, набрав 2,84% голосов. 18 августа 2004 года назначен советником председателя комитета по антимонопольной политике при правительстве РФ. Почётный житель Копейска.